# 末日审判书

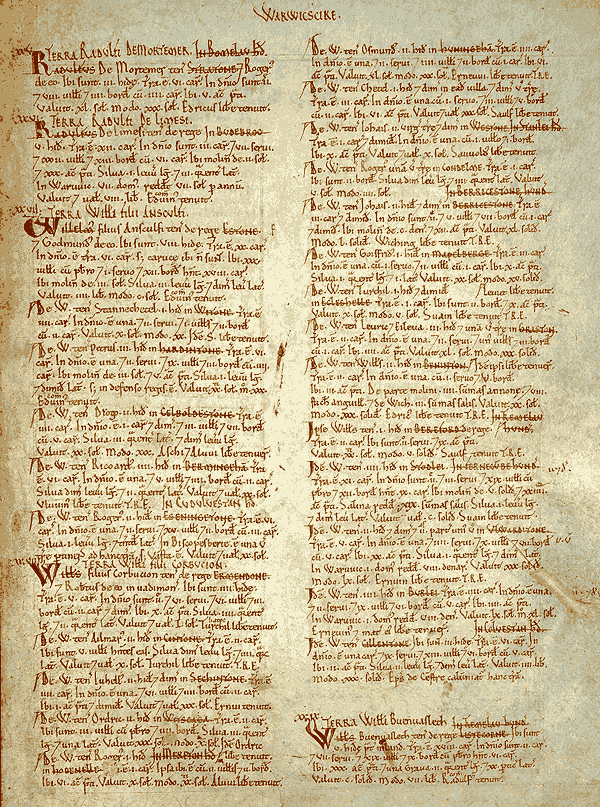
末日審判書中記錄瓦立克郡的一頁

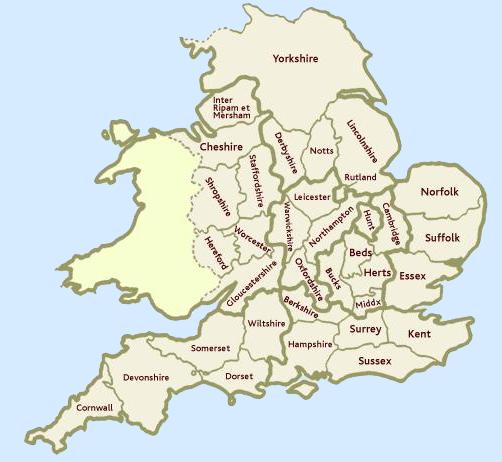
1086年普查時英格蘭諸郡

《末日審判書》（英語：Domesday Book，或簡寫為Domesday，即“溫徹斯特之書”），是諾曼征服英格蘭期間，在征服者威廉的命令下，於1086年完成的一次大規模調查的記錄。全書由中世紀拉丁語寫成，文字高度簡化，而且使用了一些本地特有的詞彙。書名Domesday（Doomsday的中古英語拼法，意為「最终的审判」）從12世紀開始使用，強調了這本書的最終性和權威性。该手稿被保存在英国国家档案馆。2011年，Open Domesday网站将该手稿放在网上。
此次調查類似於後來的人口普查，主要目的是清查英格蘭各地人口和財產情況，以便徵稅。調查時估價員的審核是決定性的—書上說的『誰擁有財富，或者財富值多少』，就是法律。根據調查結果，英格蘭約有150萬人口，其中90%以上是農民。

## 历史
《盎格鲁-撒克逊编年史》记载：
然后在1085年仲冬，国王在格洛斯特与他的议会……此后，国王召开了一次大型会议，并与他的议会进行了深入的磋商，讨论英格兰的土地是如何被占领的，以及被什么样的人占领。然后，他派人到全英格兰的所有的郡去；委托他们查清"郡里有几百张马皮，国王自己有什么土地，土地上有什么存货；或者，他每年应该从郡里得到什么费用"。
调查报告以中世纪的拉丁文写成，非常简略，其中包括一些没有拉丁文对应词的方言土语。调查的主要目的是确定在忏悔者爱德华国王统治期间所欠的税款，从而使征服者威廉能够重新确认王室的权利，并准备在诺曼征服后对土地进行大规模重新分配。评估员对一个人的财产及其价值的计算是决定性的，不能上诉。Domesday Book（中世纪英语中的 "Doomsday Book"）这一名称在12世纪开始出现。
因为那本严格而可怕的末日账目书的判定不能通过任何巧妙的诡计来逃避，所以当这本书被上诉时……它的判决不能被撤销或搁置而不受惩罚。这就是为什么我们把这本书称为"末日审判之书"……因为它的判决，就像最后的审判一样，是不可改变的。
该手稿被保存在伦敦邱园的国家档案馆。2011年，Open Domesday网站将该手稿放在网上。该书是现代历史学家和历史经济学家的宝贵原始资料。直到1873年的《土地所有者报告》（有时被称为"现代版末日审判书"），英国再也没有尝试过接近本书的范围和程度的调查，该书首次完整地介绍了构成当时英国的土地财产的分布情况。

## 内容
末日审判书包括两部独立的作品。"小末日审判书"（涵盖诺福克、萨福克和埃塞克斯）和 "大末日审判书"（涵盖英格兰其余大部分地区--除了北部后来成为威斯特摩兰（Westmorland）、坎伯兰、诺森伯兰和达勒姆郡的部分土地--以及与英格兰各郡接壤并包含在其中的威尔士部分地区）。
但两书没有对伦敦市、温彻斯特或其他一些城镇进行调查，可能是因为其自治免税地位。现代伦敦的其他地区当时属于米德尔塞克斯、肯特、埃塞克斯等，并被列入书中。坎伯兰和威斯特摩兰的大部分地区缺失。达勒姆郡之所以缺失，是因为达勒姆主教（William de St-Calais）拥有对其征税的专属权利；此外，英格兰东北部的部分地区被1183年的Boldon Book所涵盖，其中列出了达勒姆主教应征税的地区。其他郡和城镇的遗漏没有得到充分的解释，尽管特别是坎伯兰和威斯特摩兰还没有被完全征服。
"小审判书"——因其格式比大审判书的格式小而得名--是更详细的调查，细致到牲畜的数量。它可能是诺曼人第一次尝试编制财产目录，因此决定在 "大审判书"中避免这种详细程度。
这两卷书都分为一系列章节（字面意思是 "标题"，来自拉丁文caput），列出了由国王指定的总管（他构成了诺曼人封建社会中低于国王的最高阶层）持有的费用（骑士的费用或封地，与庄园大致相同），即宗教机构、主教、诺曼人战士大户和少数与诺曼人政权讲和的撒克逊人。
一些最大的此类大亨拥有几百笔费用，在少数情况下，他们在一个以上的郡拥有费用。例如，德文郡章节中关于郡长鲍德温的部分列出了他所拥有的176处领地。只有少数寡头的财产是以领地形式持有的，大多数财产被转封给了骑士，一般是总管的军事追随者（通常是他来自诺曼底的封地租户），后者因此成为他们的领主。章节内列出的有关某位租户总管的费用通常是由他们所在的百人法庭管辖的，而不是按地理位置来订的，但不是系统的或严格的方式。作为对所欠税款的审查，末日审判书在编撰的时候是非常不受欢迎的。
每个郡的清单以国王的领地开篇，这些领地可能是单独调查的对象。在封建制度下，国王是英格兰唯一真正的土地 "所有者"，因为他拥有所有的所有权。因此，他是最终的地主，即使是最伟大的大人物，也只能根据封建土地使用权的各种合同之一，作为租户（来自拉丁语动词tenere，"持有"）从他那里 "持有 "土地。随后是主教的所有权，然后是修道院和宗教团体的所有权，然后是平头佃户的所有权，最后是国王的农奴（servientes），以及在征服中幸存的撒克逊人的所有权，所有这些都是按等级顺序排列的。
在一些郡，一个或多个主要城镇形成了一个单独的部分：在一些郡，clamores（有争议的土地所有权）也被单独处理。这一原则尤其适用于大审判书：在小审判书中，系统更混乱，执行更不完善。
除了构成其主体的全部农村部分外，审判书还包含有关大多数城镇的有趣条目，这些条目可能是由于它们与王室在那里的财政权利有关。这些条目包括custumals（较早的习俗协议）的片段、应缴的兵役记录、市场和铸币厂的记录等等。从城镇、整个郡以及许多古代领主那里，王室有权获得古老的实物费用，如蜂蜜。
这项工作表明，1086年英格兰人口的百分之十以上是奴隶。在审判书中，抄写员的正字法严重偏向于法语，大多数缺少k和w，规范了音/ð/和/θ/的形式，并以e结束许多硬辅音词，因为他们习惯于在当时大多数法语方言中这样做。